# Sakanaction
Sakanaction (サカナクション, Sakanakushon) est un groupe de rock japonais formé en 2005 à Sapporo, Hokkaidō. Le groupe incorpore un style d'alternative rock, electronic, pop et new wave. 5 personnes forment le groupe : Ichiro Yamaguchi, Motoharu Iwadera, Ami Kusakari, Emi Okazaki et Keiichi Ejima.
Le nom du groupe est un mot-valise entre « sakana », qui signifie « poisson » en japonais, et « action ».

## Formation
- Ichirō Yamaguchi (山口一郎, Yamaguchi Ichirō?)
  - Né à Otaru, Hokkaidō, le 8 septembre 1980
  - Voix et guitare, compose la musique et écrit les paroles des chansons
- Motoharu Iwadera (岩寺基晴, Iwadera Motoharu?) (surnommé Mocchi)
  - Né à Sapporo, Hokkaidō, le 11 mars 1981
  - Guitare
- Ami Kusakari (草刈愛美, Kusakari Ami?) (surnommée Neesan)
  - Née à Tokyo le 30 avril 1980
  - Basse et clavier
- Emi Okazaki (岡崎英美, Okazaki Emi?) (surnommée Zakki ou Zakioka)
  - Née à Otaru, Hokkaidō, le 5 octobre 1983
  - Clavier
- Keiichi Ejima (江島啓一, Ejima Keiichi?) (surnommé Ejii)
  - Né à Sapporo, Hokkaidō, le 8 juillet 1981
  - Batterie

## Historique

### Création
En 1998, Ichirō Yamaguchi et quelques amis, dont Motoharu Iwadera, créé Dutchman, un groupe inspiré par le rock anglais indépendant. Entre 2000 et 2003, ils éditent un maxi single intitulé  Fly, un album, demonstration, et un single, Mikazuki Sunset seulement vendu lors des concerts. En 2004, le groupe se dissout et Yamaguchi commence à jouer en tant que DJ dans des clubs.
Sakanaction est finalement créé en 2005, Yamaguchi expliquant avoir été motivé par l'écoute d'une chanson de Rei Harakami, Owari no Kisetsu. Le groupe est formé avec Iwadera et le reste des membres les rejoignent au printemps 2006. Le nom « Sakanaction » est créé par Yamaguchi malgré les réticences d'Iwadera.

### La popularisation du groupe
Sakanaction a attiré l'attention pour la première fois au Rising Sun Rock Festival en 2006. Le premier album du groupe a été Go to the Future en 2007. Trois chansons issues de Dutchman ont été rééditées par Sakanaction : Mikazuki Sunset et Inner World ont été incluses dans Go to the Future, tandis que Word a fait partie d'une version de téléchargement numérique, et a plus tard été intégrée à Night Fishing.
Quelque temps après la sortie de Night Fishing, le groupe décide de déménager de Hokkaido à Tokyo, où il pourra toucher plus de monde, et passe du label BabeStar de Victor Entertainment au label principal.
Le 9 août 2008, Sakanaction s'est produit comme l'un des principaux groupes sur l'une des principales chaînes musicales japonaises, Music On ! dans le cadre de l'événement Summer Sonic '08. Sakanaction a joué aux côtés de Paul Weller, The Fratellis, Death Cab for Cutie, Cajun Dance Party, Band of Horses, Blood Red Shoes et These New Puritans. L'émission a été diffusée trois jours avant le Nouvel An, le 29 décembre 2008.[11][Quoi ?]
Le 26 décembre 2008, le groupe s'est hissé à la 9ème place du classement Billboard's Japan Hot 100 grâce à son single "Sen to Rei" qui a battu "Kiss (Koi ni Ochite... Fuyu)" de MAYS et est arrivé juste après "Tobira" de Greeeen. En l'espace de 4 semaines, le single est passé de la 91ème à la 9ème place. Il s'agit d'une grande réussite pour Sakanaction, qui progresse dans l'industrie musicale japonaise.

### Un succès grand public
En décembre 2008, le groupe a annoncé son troisième album, "Shin-shiro", sorti en janvier 2009. L'album, incluant le single "Sen to Rei", a démarré à la 8e place du classement hebdomadaire Oricon, leur première entrée dans le Top 10. Ils ont entamé une tournée nationale, Sakanaquarium 2009, en février et mars.
Le 13 janvier 2010, le groupe a sorti le single "Aruku Around", qui a atteint la 3e place du classement Oricon. Le 8 août 2010, ils ont participé aux festivals Summer Sonic et World Happiness 2010 à Tokyo.
Le 16 mars 2011, Sakanaction a sorti le single "Rookie", sept mois après "Identity". Mêlant musique club, pop et rock, le morceau a atteint la 6e place du classement Oricon, malgré l'impact du séisme de 2011.
Le 22 mars, le clip de "Aruku Around" a remporté les prix du Meilleur Clip Rock et de la Vidéo de l'Année aux Space Shower Music Video Awards 2011.
Le 20 juillet 2011, le groupe a sorti "Bach no Senritsu o Yoru ni Kiita Sei Desu.", leur second single de l'année. Ce titre les a aidés à atteindre une plus grande popularité grâce à leur première prestation dans l'émission Music Station.
Leur cinquième album, "Documentaly", est sorti le 28 septembre 2011, atteignant la 2e place du classement Oricon, leur meilleure performance à ce jour. La tournée Sakanaquarium 2011 Documentaly a commencé le 1er octobre. Le concert de Makuhari Messe a été capté en DVD et Blu-ray, publiés le 28 mars 2012.
En février, le groupe a joué à Taïwan pour la deuxième fois avec les groupes Avengers in Sci-Fi et Lite. Le 20 mars 2012, ils ont de nouveau remporté les prix du Meilleur Clip Rock et de la Vidéo de l'Année aux Space Shower Music Video Awards pour "Bach no Senritsu...", une deuxième victoire consécutive. En avril, ils ont lancé leur émission de radio régulière "Sakana Locks!!" sur Tokyo FM.

### Un succès national qui continue
Leur sixième single, "Boku to Hana", est sorti le 30 mai. Le morceau a été utilisé comme thème principal du drama médical en prime time 37-sai de Isha ni Natta Boku, leur première collaboration avec un drama.
Yamaguchi a composé "Moment" pour le groupe SMAP, utilisé comme chanson thème des JO 2012 sur TBS, sorti le 8 août 2012.
Le 29 août 2012, leur septième single "Yoru no Odoriko" est sorti. Utilisé dans des publicités et en identifiant visuel pour Space Shower TV. Ils apparaissent à nouveau dans Music Station.
Leur huitième single, "Music", a été lié au drama Dinner de Fuji TV, leur deuxième musique pour un drama. Le single est sorti le 23 janvier 2013, pour la première fois vendu à 500 yens, contre les 1000 yens habituels.
Pour la troisième année consécutive, Sakanaction a remporté un prix aux Space Shower Awards 2013 : Meilleur Artiste, pour les clips de "Boku to Hana" et "Yoru no Odoriko".
Le 13 mars 2013, ils sortent leur sixième album Sakanaction, qui atteint la 1re place du classement Oricon, une première. Le groupe part en tournée nationale (complet) à partir du 30 mars, avec deux dates à Taïwan. Le 26 juin 2013, ils sortent leur premier disque vinyle, Inori EP, contenant des remixes de deux morceaux.
Grâce au succès de l'album et de la tournée, ils sont invités pour la première fois à se produire lors de la prestigieuse émission musicale du Nouvel An de la NHK, Kōhaku Uta Gassen, le 31 décembre.
Sakanaction part en tournée début 2014. Ils annoncent aussi la sortie du single "Goodbye" / "Eureka" pour le 15 janvier 2014. Eureka est utilisée comme thème de fin du film Judge'!.
Les singles de leur album 834.194 rencontrent également un succès sur YouTube :
- Shin Takarajima : plus de 147 millions de vues
- Wasurerarenai no (21 juin 2019) : plus de 23 millions de vues

Dans les clips, les thèmes sérieux des morceaux sont contrebalancés par des situations vives et ludiques : pom-pom girls, apparitions de célébrités rétro, ou personnages se transformant en objets.
Renaissance mémétique dans les années 2020, le groupe devient une référence de meme sur Instagram au milieu des années 2020, avec des extraits du clip Wasurerarenai no utilisés comme révélation surprise en fin de posts ou dans des clins d’œil à l’esthétique des animés. Le post le plus emblématique suggère qu’à la fin d’un anime ou après la mort d’un personnage, il y a toujours un ending joyeux dans le style de Sakanaction.
Fin 2021, ils annoncent deux nouveaux albums : Adapt (アダプト) et Apply (アプライ). Adapt est sorti le 30 mars 2022, précédé par les singles Plateau (プラトー) et Shock! (ショック'!).
Enfin avec l'anime télévisé Du mouvement de la terre,diffusé du 5 octobre 2024 au 15 mars 2025, le groupe connait une popularité forte qui s'étend même au-delà des frontières japonaises dû à la création de l'opening de l'anime intitulé Kaiju par le groupe et de la popularité de l'anime Du mouvement de la Terre.

## Discographie

### EP
- 2008 : Night Fishing Is Good' Tour 2008 in Sapporo
- 2008 : Remixion
- 2009 : Fish Alive 30min., 1 Sequence by 6 Songs Sakanaquarium 2009 @ Sapporo
- 2013 : Inori EP

### Single
- 2008 : Sentorei (セントレイ?)
- 2010 : Aruku Around (アルクアラウンド?)
- 2010 : Identity (アイデンティティ?)
- 2011 : Rookie (ルーキー?)
- 2011 : Bach no Senritsu wo Yoru ni Kiita Sei Desu (『バッハの旋律を夜に聴いたせいです。』?)
- 2012 : Boku to Hana (僕と花?)
- 2012 : Yoru no Odoriko (夜の踊り子?)
- 2013 : Music (ミュージック?)
- 2014 : Goddby/Eureka (グッドバイ/ユリイカ?)
- 2014 : Sayonara wa emotion/Hasu no hana (さよならはエモーション/蓮の花?)
- 2015 : Shin Takarajima (新宝島?)
- 2016 : Tabun, kaze. (多分、風。?)
- 2019 : Wasurerarenaino/Moth (忘れられないの/モス?)
- 2024 : Kaiju ( 怪獣)

### Bande originale
- 2015 : Motion Music of Bakuman

## Crédit d'auteurs
- (en) Cet article est partiellement ou en totalité issu de l’article de Wikipédia en anglais intitulé « Sakanaction » (voir la liste des auteurs).